# Isolatocereus dumortieri
Isolatocereus dumortieri là một loài thực vật có hoa trong họ Cactaceae. Loài này được (Scheidw.) Backeb. mô tả khoa học đầu tiên.

## Hình ảnh

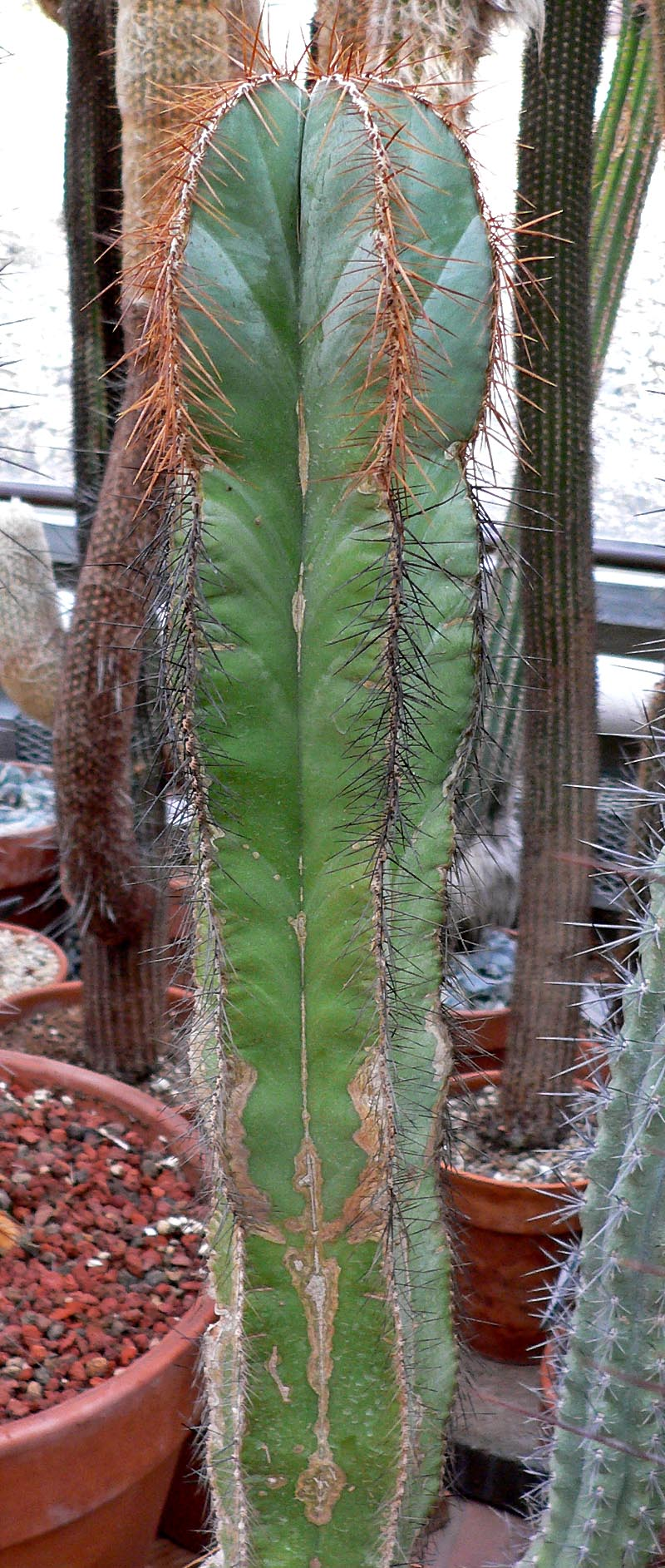
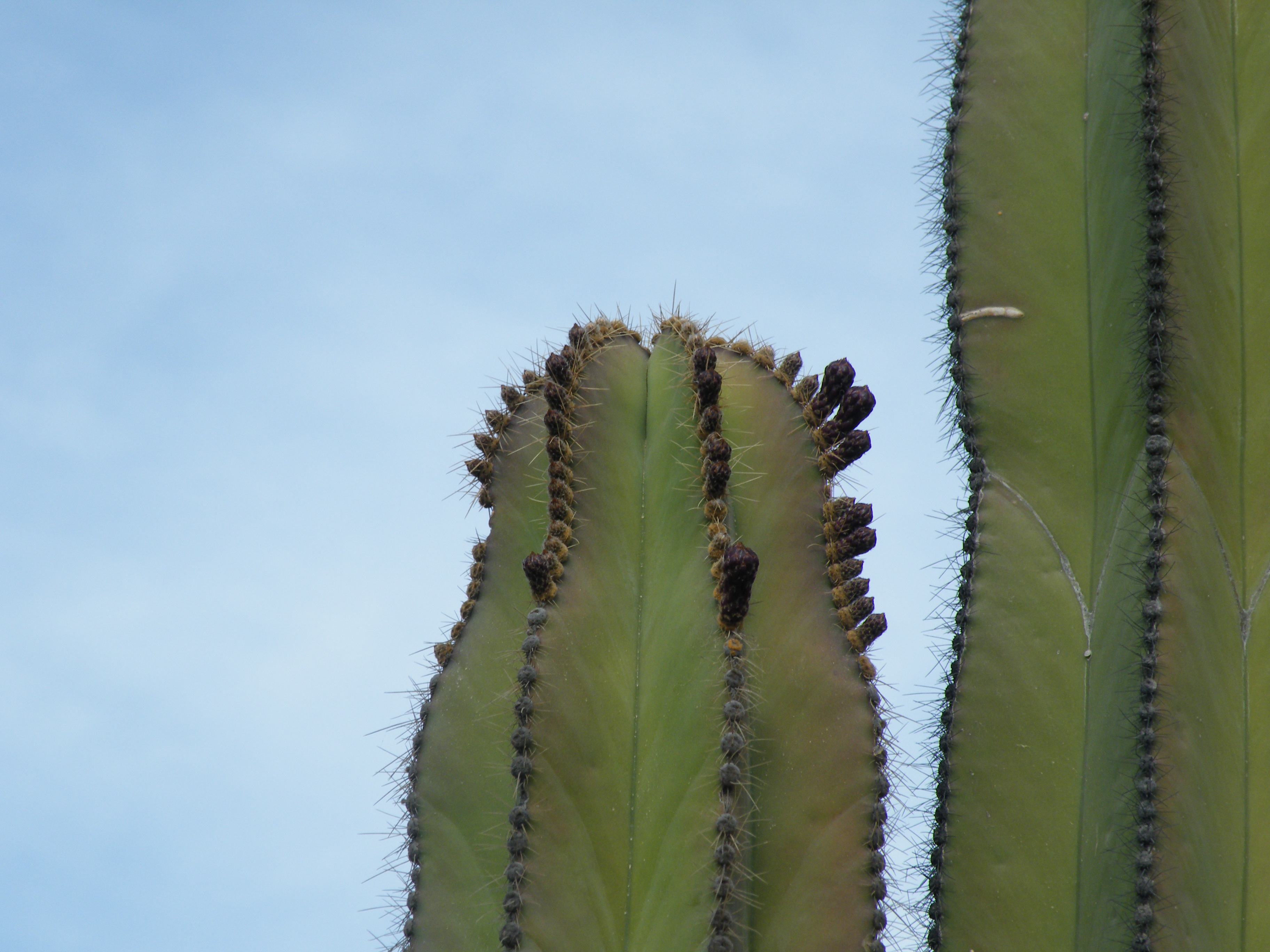
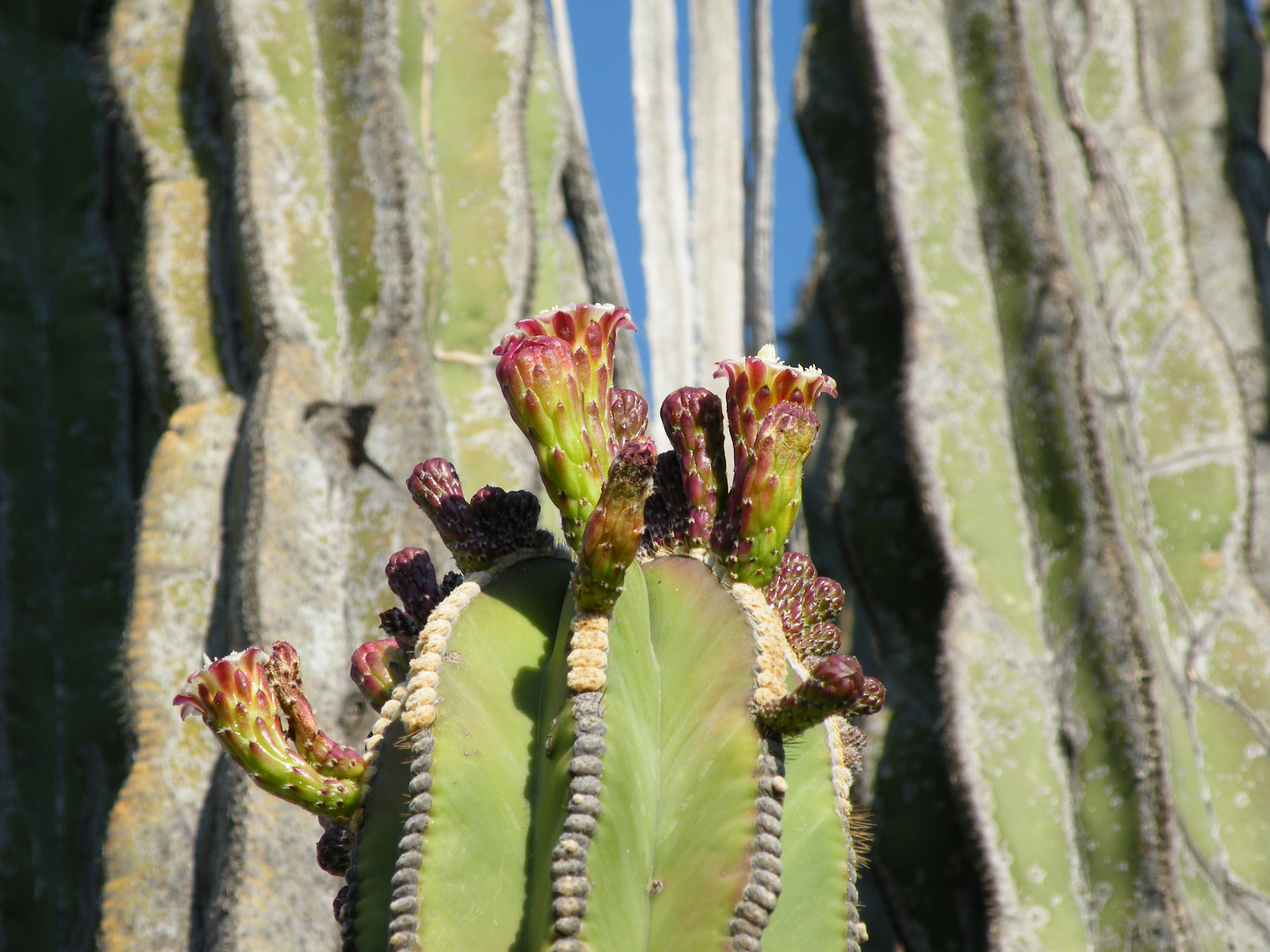
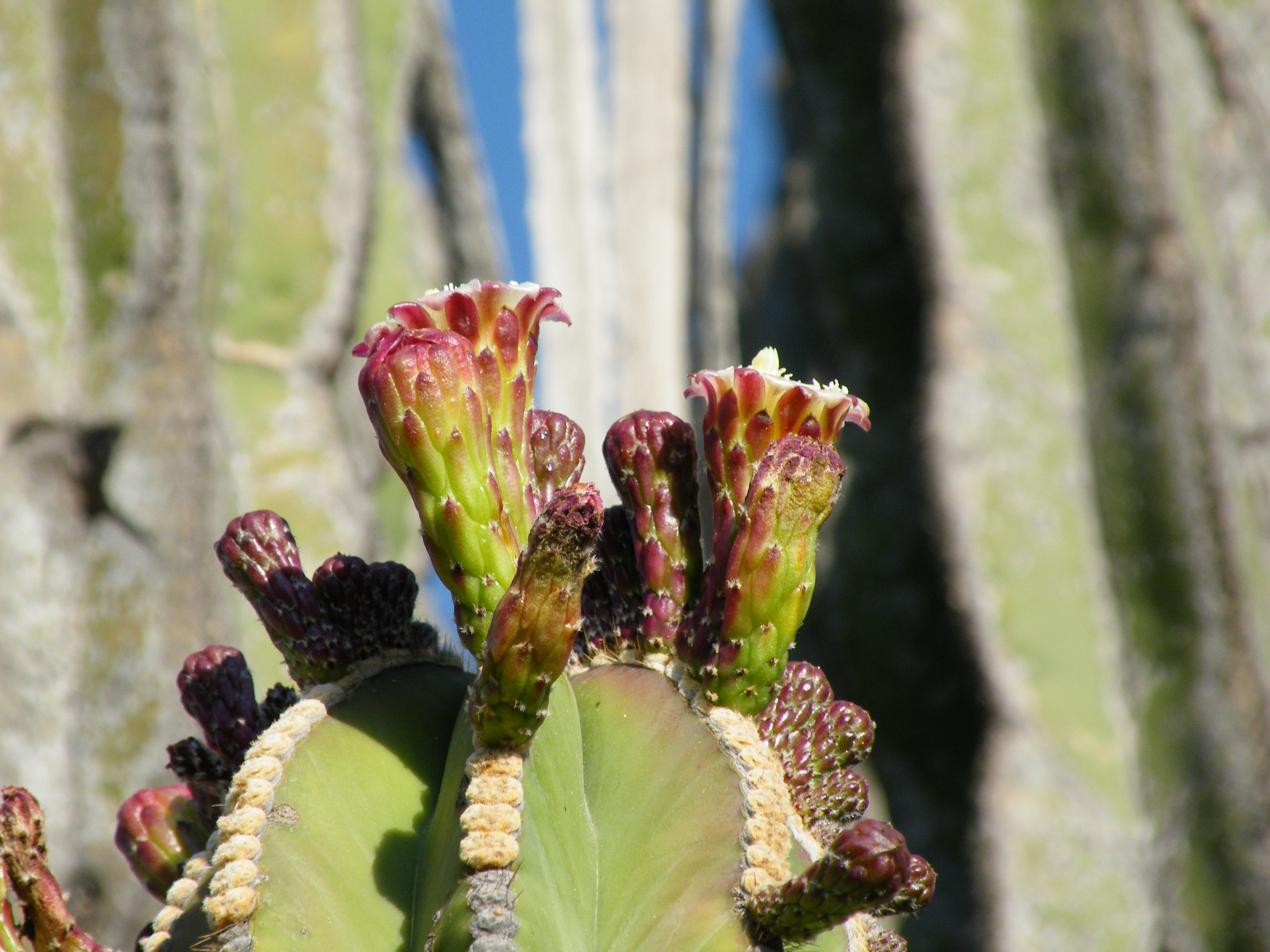